# 张家村站
张家村站是郑州地铁4号线和7号线的地铁换乘站，位于中华人民共和国河南省郑州市金水区文化北路与宏明西路交叉口，于2020年12月26日随4号线的开通而启用。

## 车站结构
张家村站的主体结构位于与宏明西路交叉口东侧的绿化带地下，呈南北走向，外包结构总长221.3米，标准段宽41.2米。

### 车站楼层
张家村站主体结构为地下二层车站，B1层为站厅层，为两线共用的一座站厅，B2层为站台层，设两座平行设置的岛式站台。
| 1F  | 地面     | 所有出入口                                                       | 所有出入口                                                       | 所有出入口                                                       |
| B1F | 站厅     | 客服中心、自动售票机、行李检查、闸机、车站控制室、卫生间、母婴室 | 客服中心、自动售票机、行李检查、闸机、车站控制室、卫生间、母婴室 | 客服中心、自动售票机、行李检查、闸机、车站控制室、卫生间、母婴室 |
| B2F | █ 4号线  | 往老鸦陈方向（丰庆路）                                           | 往老鸦陈方向（丰庆路）                                           | 往老鸦陈方向（丰庆路）                                           |
| B2F | 岛式站台 | 卫生间                                                           | 至站厅                                                           |                                                                  |
| B2F | █ 7号线  | 往东赵方向（琉璃寺）                                             | 往东赵方向（琉璃寺）                                             | 往东赵方向（琉璃寺）                                             |
| B2F | █ 7号线  | 往南岗刘方向（陈砦）                                             | 往南岗刘方向（陈砦）                                             | 往南岗刘方向（陈砦）                                             |
| B2F | 岛式站台 | 卫生间                                                           | 至站厅                                                           |                                                                  |
| B2F | █ 4号线  | 往郎庄方向（陈寨东）                                             | 往郎庄方向（陈寨东）                                             | 往郎庄方向（陈寨东）                                             |

### 站厅
张家村站4号线与7号线共用1座站厅，位于B1层，设有客服中心、自动售票机、行李检查等设施。站厅由闸机和栏杆分隔为付费区和非付费区，付费区内设有自动扶梯、步梯和无障碍电梯，连接站厅与两座站台。在站厅近D口通道处设有卫生间和母婴室。站厅的南北两端为设备管理区，其中南端设有照明配电室等设备用房，北端设有车站控制室、综合监控设备室、警务室等。
该站站厅位于公共绿地地下，在站厅顶部开设两处采光天井，为郑州地铁第一座引入自然采光的车站。

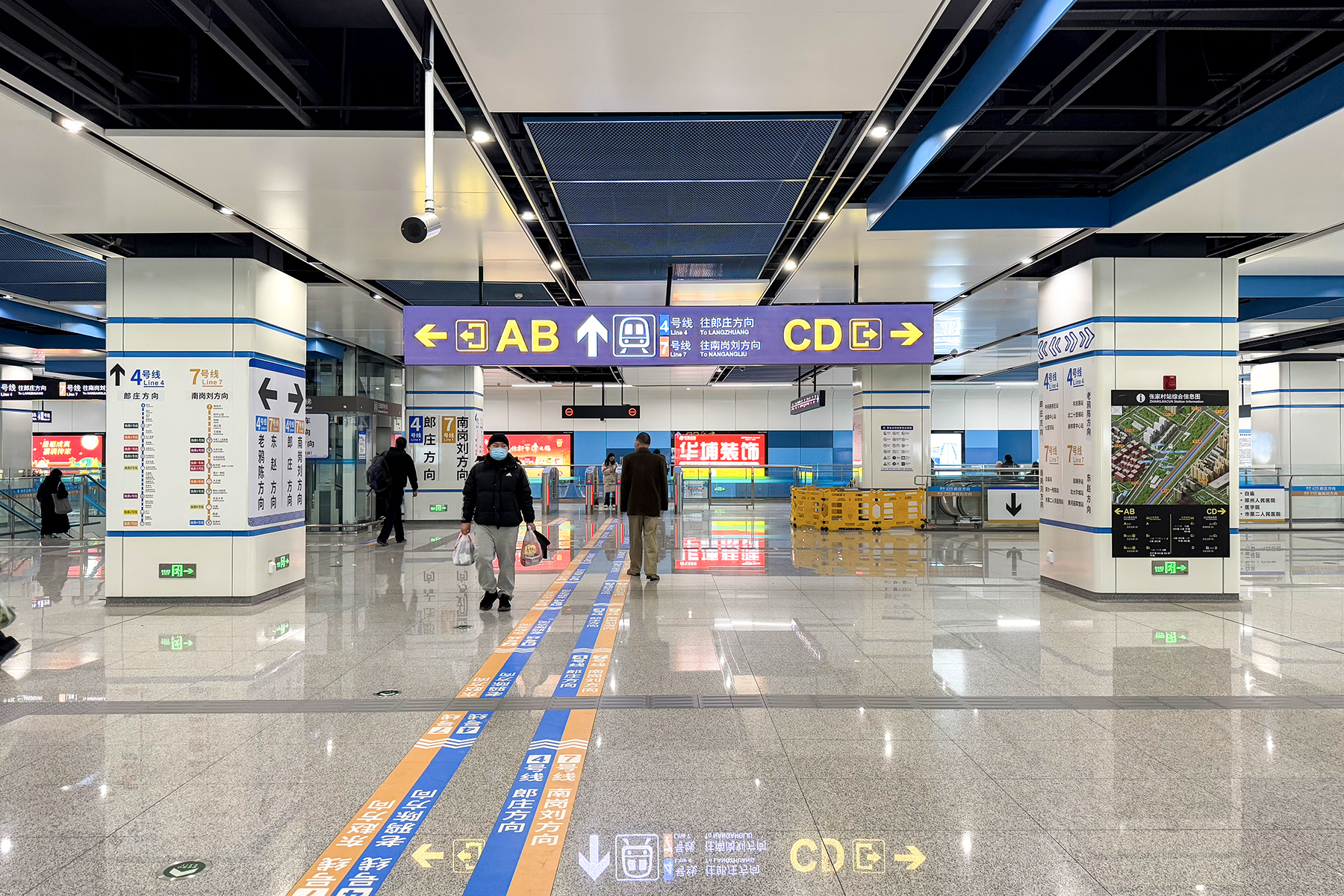
站厅
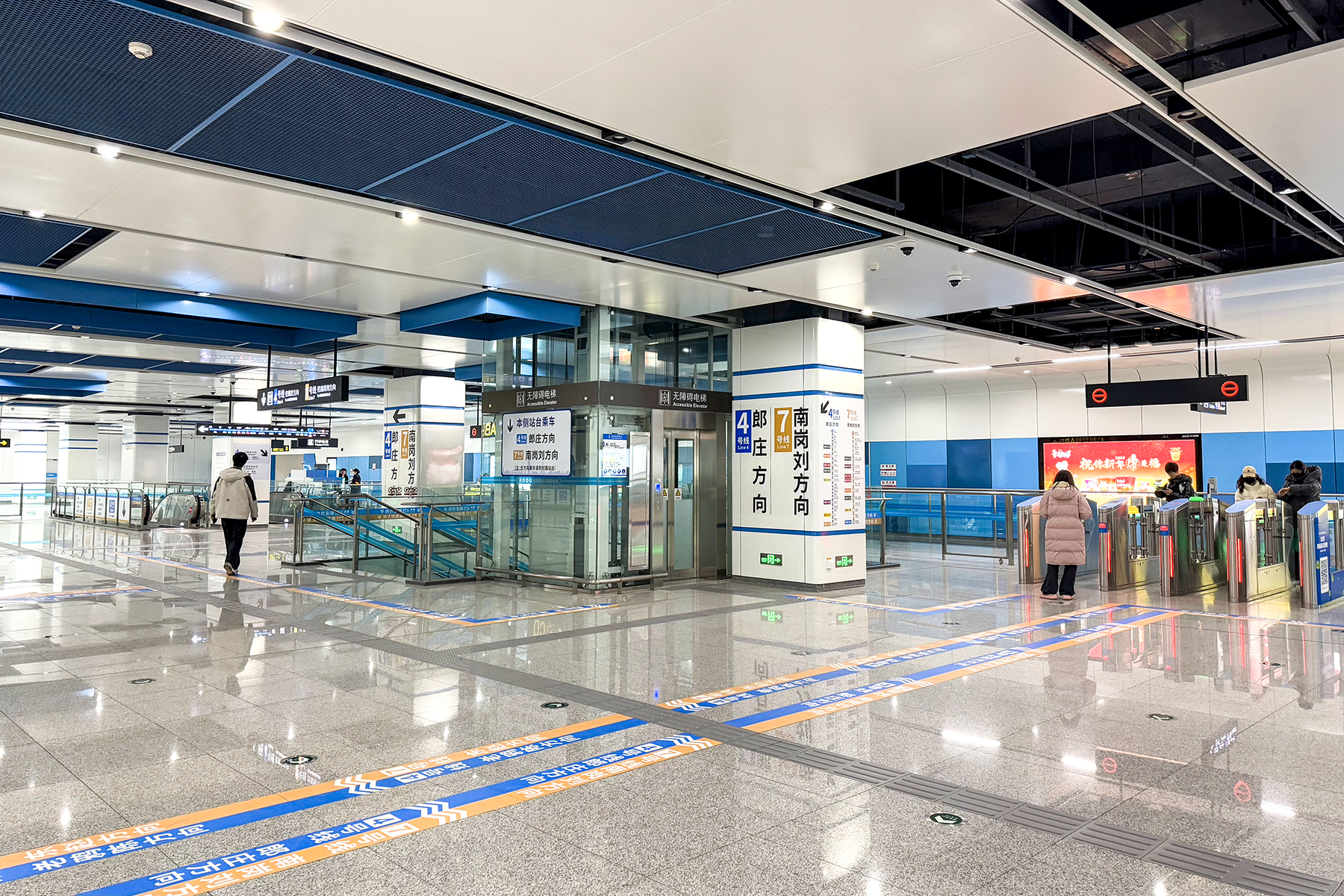
站厅
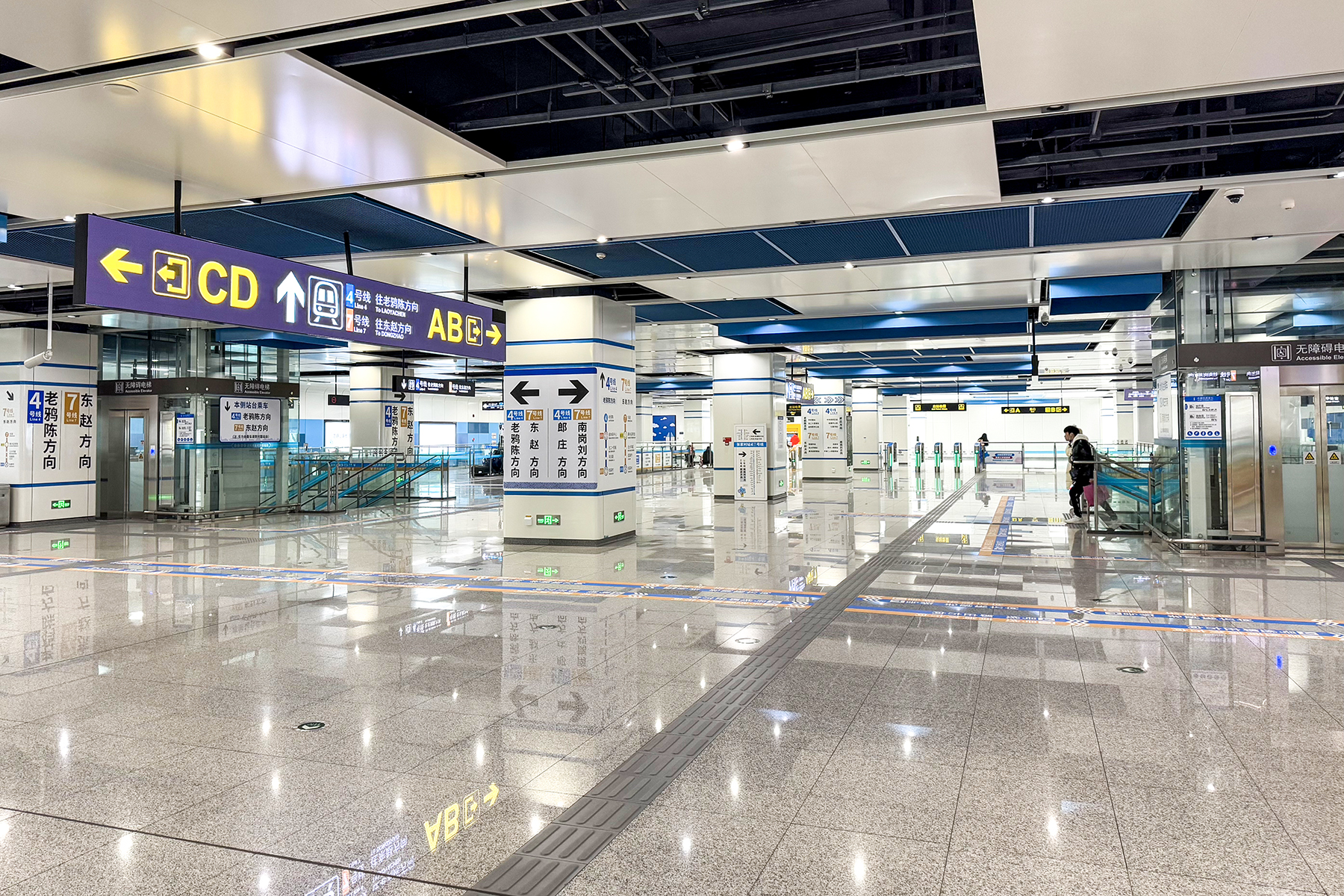
站厅

### 站台
张家村站为双岛四线换乘站，在B2层设2座岛式站台，均安装有高站台门，其中西侧的岛式站台由4号线往郎庄方向及7号线往南岗刘方向的列车使用，东侧的岛式站台则由4号线往老鸦陈方向及7号线往东赵方向的列车使用。使用同一岛式站台的两个方向间可进行同台换乘，其他方向之间的换乘则需经过站厅。两座岛式站台的北端均设有卫生间。

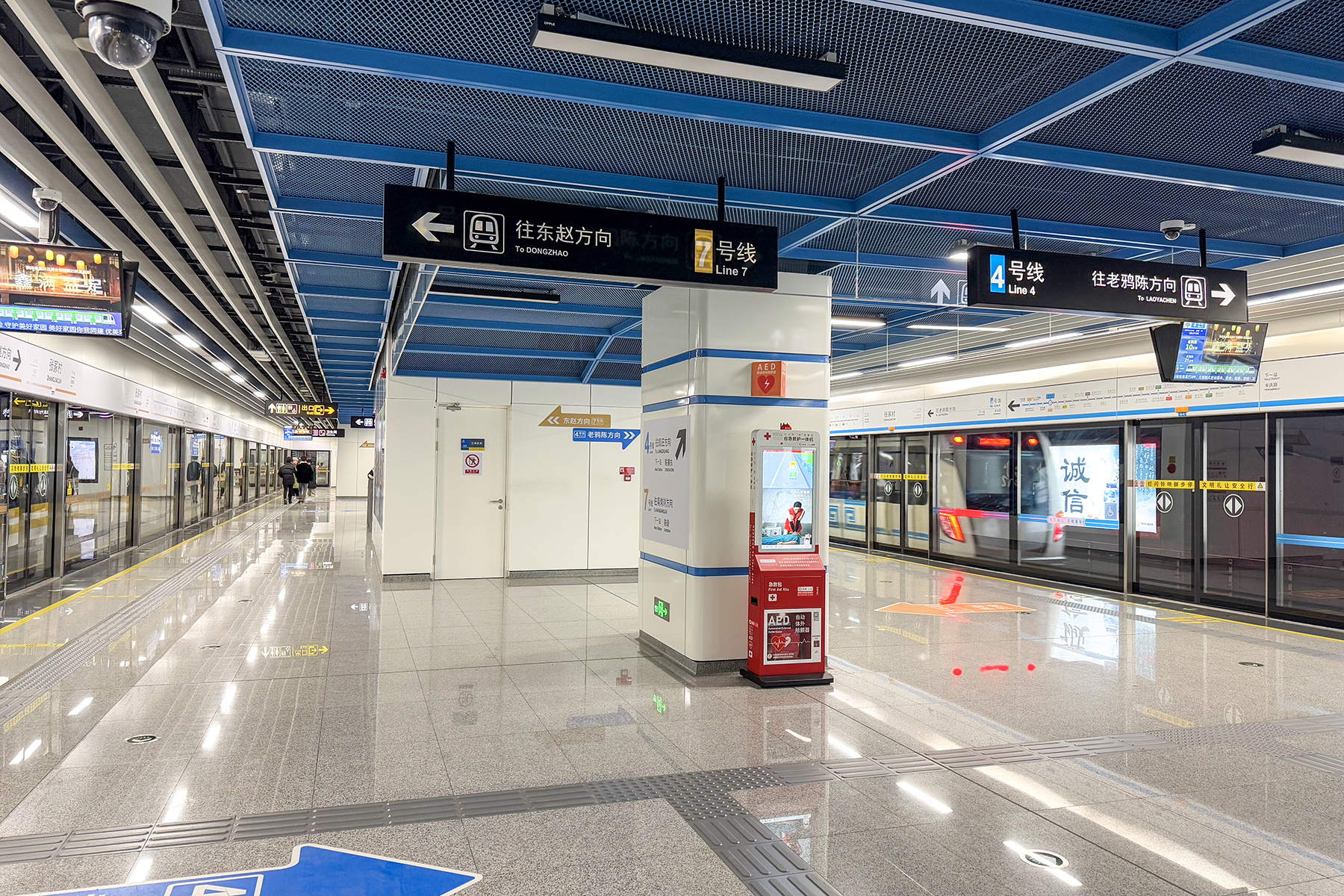
东侧的岛式站台，左侧站台面为7号线站台，右侧站台面为4号线站台
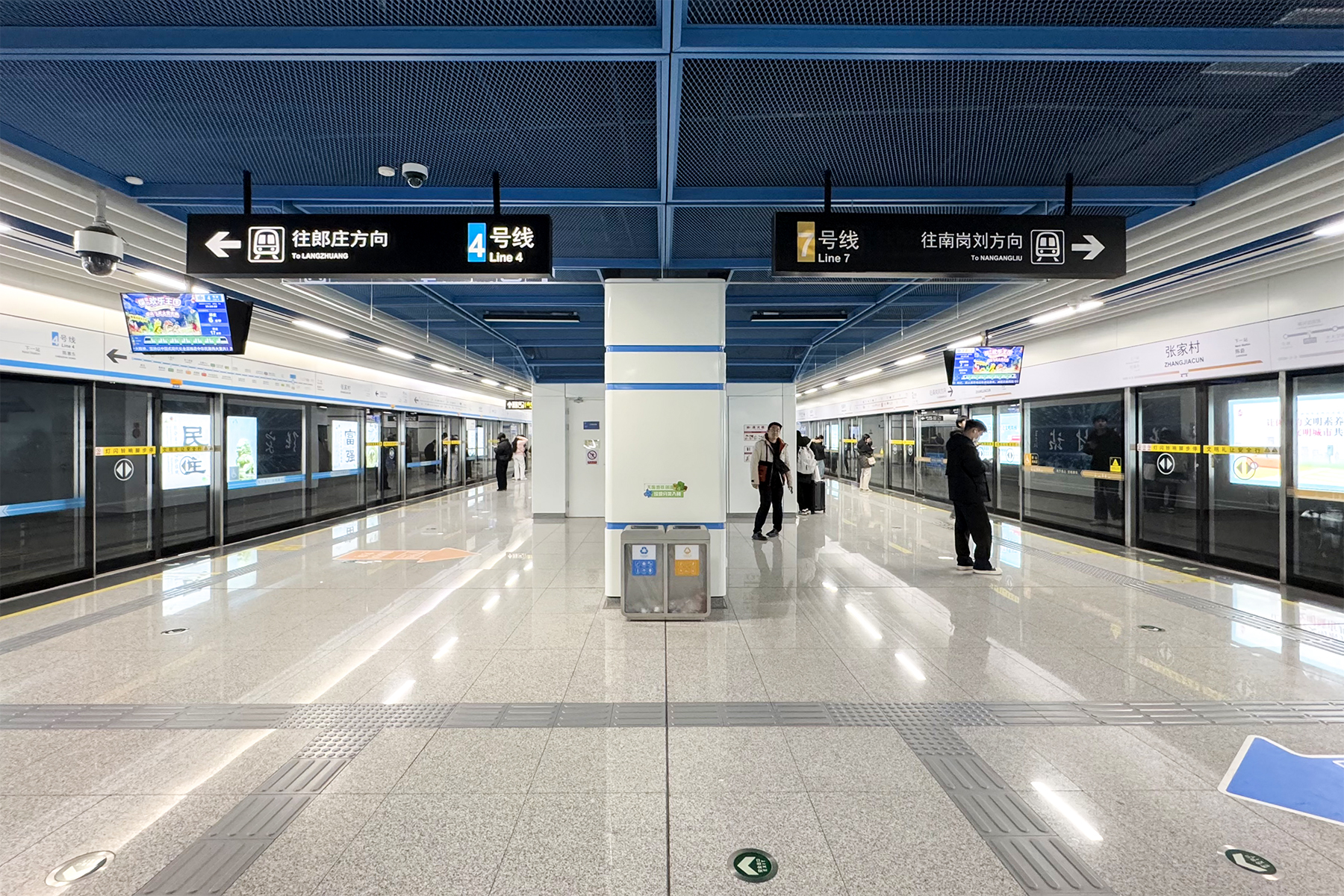
西侧的岛式站台，左侧站台面为4号线站台，右侧站台面为7号线站台

### 出入口
张家村站设有A、B、C、D共4个出入口，A口和D口位于东风渠西侧的滨河公园内，B口和C口在地面分别又分为B1、B2口和C1、C2口，其中B1口和B2口分别位于文化北路和宏明西路交叉路口以南的文化北路东侧和西侧，C1口和C2口则分别位于路口以北的文化北路西侧和东侧，B1、B2、D口设有无障碍电梯。
该站的各出入口信息如下表所示。
| 文化路宏明路 | 文化路宏明路 | 文化路宏明路 | 文化路宏明路   | 文化路宏明路 |
| 编号         | 路线         | 路线         | 路线           | 备注         |
| ------------ | ------------ | ------------ | -------------- | ------------ |
| B52          | 天山路公交站 | ⇆            | 农科路经三路   | 原92路       |
| S157         | 银河街公交站 | ⇆            | 省广播电视中心 |              |

| 文化路国基路 | 文化路国基路     | 文化路国基路 | 文化路国基路   | 文化路国基路 |
| 编号         | 路线             | 路线         | 路线           | 备注         |
| ------------ | ---------------- | ------------ | -------------- | ------------ |
| 6            | 东赵公交站       | ⇆            | 火车站北港湾   |              |
| 79           | 杓袁公交站       | ⇆            | 碧沙岗         |              |
| B18          | 文化路杲村公交站 | ⇆            | 民生东街正光路 |              |
| B52          | 天山路公交站     | ⇆            | 农科路经三路   | 原92路       |
| S157         | 银河街公交站     | ⇆            | 省广播电视中心 |              |
| Y6           | 东赵公交站       | ⇆            | 火车站北港湾   | 夜间服务     |

| 宏明路文化路 | 宏明路文化路 | 宏明路文化路 | 宏明路文化路   | 宏明路文化路 |
| 编号         | 路线         | 路线         | 路线           | 备注         |
| ------------ | ------------ | ------------ | -------------- | ------------ |
| S157         | 银河街公交站 | ⇆            | 省广播电视中心 |              |

| 文化路宏明路 | 文化路宏明路     | 文化路宏明路 | 文化路宏明路   | 文化路宏明路 |
| 编号         | 路线             | 路线         | 路线           | 备注         |
| ------------ | ---------------- | ------------ | -------------- | ------------ |
| B18          | 文化路杲村公交站 | ⇆            | 民生东街正光路 |              |
| B52          | 天山路公交站     | ⇆            | 农科路经三路   | 原92路       |

## 历史
张家村站的4号线部分和7号线部分为同期建设，4号线部分于2020年12月26日随4号线的开通而启用。在开通初期，该站只开放最两侧的两个站台面供4号线使用，中间两个预留给7号线的站台面虽已建好，但因7号线尚未开通，被隔板遮挡，使4号线的站台面以侧式站台的形式呈现。直至2024年12月，7号线开通前夕，站台上的隔板才撤去。2024年12月29日，7号线一期正式开通运营，该站成为4号线和7号线的换乘站，同时也是郑州地铁中最早实现同台换乘的两座车站之一（另一座为郑州东站）。